# Oumou Sangaré
Oumou Sangaré (Bamako, 25 febbraio 1968) è una cantautrice maliana.

## Biografia
Nata a Bamako, capitale del Mali, è l'interprete principale del genere wassoulou, che si basa su antiche tradizioni africane. A 18 anni è partita per un tour in Europa e nei Caraibi con un gruppo folk e a 21 anni ha debuttato con l'album Moussolou (che vuol dire "donne"), riscuotendo un forte successo. Nel 1995 si è esibita con Baaba Maal, Boukman Eksperyans e altri artisti. Nel 2003 è stata nominata ambasciatrice della FAO. Nel 1998 è stata commendatore dell'Ordre des arts et des lettres. Da sempre si batte per i diritti delle donne, contro i matrimoni combinati e contro la poligamia.

## Discografia

### Album solista
- Moussolou (1990)
- Ko Sira (1993)
- Worotan (1996)
- Oumou (2003)
- Seya (2009)
- Kounadia (2012)
- Mogoya (2017)
- Acoustic (2020)
- Timbuktu (2022)

### Collaborazioni principali
- The Rough Guide to World Music (1994)
- The Rough Guide to West African Music (1995)
- Unwired: Africa (2000)